# Soreczek łaciaty
Soreczek łaciaty (Diplomesodon pulchellum) – gatunek ssaka z rodziny ryjówkowatych (Soricidae). Jedyny współcześnie żyjący przedstawiciel rodzaju Diplomesodon.

## Występowanie i biotop
Zachodni Kazachstan, Uzbekistan i Turkmenistan. Zamieszkuje rejony pustynne, unikając terenów o lotnych piaskach.

## Charakterystyka ogólna
| Podstawowe dane | Podstawowe dane |
| --------------- | --------------- |
| Długość ciała   | 50-80 mm        |
| Długość ogona   | 25-30 mm        |
| Masa ciała      | 3-7 g           |

### Wygląd
Mały ssak o ciemnoszarym ubarwieniu futra (z wyjątkiem białej plamy na plecach). Spód ciała, nogi i ogon białe. Futro jest miękkie i aksamitne. Głowa o wydłużonym pysku, stosunkowo dużych uszach. Na policzkach i nad oczami duża ilość wibrysów. Szerokie stopy na których znajdują się sztywne włosy, które zwiększają powierzchnię łap, zapobiegając zsuwaniu się po piasku.

### Tryb życia
Są aktywne cały rok, głównie w nocy (niekiedy możne spotkać je w dzień). Prowadzą samotniczy tryb życia, często zmieniając schroniska. Zamieszkują jaskinie, suche krzewy niekiedy mieszkania ludzkie. Są zdolne do kopania w piasku, lecz nie wykopują sobie schronisk. W niektórych rejonach konkurują z innymi gatunkami owadożernych (jeż uszaty i zębiełek karliczek). 
Żywią się głównie owadami i jaszczurkami

### Rozród
Sezon rozrodczy przypada na okres od kwietnia do sierpnia. Samica rodzi do 5 młodych.  Najprawdopodobniej samice są zdolne do rozrodu kilka razy w roku.

## Zagrożenie i ochrona
W Czerwonej księdze gatunków zagrożonych Międzynarodowej Unii Ochrony Przyrody i Jej Zasobów został zaliczony do kategorii niskiego ryzyka LC.